# Buddy Johnson
Woodrow Wilson Johnson dit Buddy Johnson, né le 10 janvier 1915 à Darlington (Caroline du Sud) aux États-Unis et décédé le 9 février 1977 à New York, est un compositeur, chef d'orchestre et pianiste américain de jazz, de blues et de rhythm and blues.
Ses compositions sont généralement chantées par sa sœur Ella Johnson. C'est le cas sur Since I Fell for You (1945) qui devient rapidement un standard. La reprise de Lenny Welch en 1963 accroche la quatrième place du hit parade américain tandis que celle Paul Gayten en 1947 atteint la 20e position.

## Discographie

### Singles
- Please, Mr. Johnson, Decca, 1941
- In There, Decca, 1941
- I'm My Baby's Boy, Decca, 1941
- Trilon Swing/Southern Exposure, Decca, 1941
- I Still Love You, Decca, 1944
- That's the Stuff You Gotta Watch, Decca, 1944
- Opus Two, Decca, 1945
- Walk 'Em, Decca, 1945
- Li'l Dog, Decca, 1947
- Pullamo, Decca, 1947
- Did You See Jackie Robinson Hit That Ball?, Decca, 1949
- Shake 'em Up, Decca, 1950
- Stormy Weather, Decca, 1951
- Am I Blue?, Decca, 1951
- Till My Baby Comes Back, Decca, 1951
- Shufflin' and Rollin', Decca, 1951
- I'm Just Your Fool, Mercury, 1953
- Bring It On Home to Me, Mercury, 1956

### Albums
- Rock 'n Roll Stage Show, Mercury/Wing, 1956
- Buddy Johnson Wails, Mercury, 1957
- Swing Me, Mercury, 1958
- Rock and Roll with Buddy Johnson, Mercury/Wing, 1958
- Go Ahead & Rock Rock Rock, Roulette, 1958
- Buddy and Ella Johnson 1953-64, Bear Family, 1995
- Rockin' n' Rollin' featuring Ella Johnson, Collectables, 1995
- Walk 'Em: Decca Sessions, Ace, 1996